# Orbagna
Orbagna ist eine Ortschaft und eine Commune déléguée in der französischen Gemeinde Beaufort-Orbagna mit 244 Einwohnern (Stand: 1. Januar 2019) im Département Jura in der Region Bourgogne-Franche-Comté.
Die Nachbargemeinden waren Val-Sonnette mit Vercia im Norden, Rotalier im Nordosten, Rosay im Südosten und Beaufort im Süden und Westen.

## Geschichte
1790–94 übernahm Orbagna die bisherige Gemeinde Crèvecœur.
Die Gemeinde Orbagna wurde am 1. Januar 2019 mit Beaufort zur Commune nouvelle Beaufort-Orbagna zusammengeschlossen. Sie gehörte zum Arrondissement Lons-le-Saunier und zum Saint-Amour.

### Bevölkerungsentwicklung
| Jahr      | 1962 | 1968 | 1975 | 1982 | 1990 | 1999 | 2008 | 2017 |
| --------- | ---- | ---- | ---- | ---- | ---- | ---- | ---- | ---- |
| Einwohner | 171  | 157  | 140  | 165  | 169  | 166  | 174  | 227  |

## Wirtschaft
Rebflächen in Orbagna sind Teil des Weinbaugebietes Côtes du Jura.